# 커맨드 앤 컨커 (1995년 비디오 게임)
《커맨드 앤 컨커》(영어: Command & Conquer)는 웨스트우드 스튜디오에서 1995년에 출시한 실시간 전략 게임이다. 이 게임은 《커맨드 앤 컨커》 시리즈의 첫 번째 작품으로 국제방위기구(GDI, Global Defense Initiative)와 노드 형제단(Brotherhood of Nod)이라는 두 진영의 3년간에 걸친 전쟁, 제1차 타이베리움 전쟁을 다루고 있다. C&C 또는 CNC로 줄여서 부르기도 한다. 또는 시리즈 이름과 구분하기 위해 《커맨드 앤 컨터: 타이베리안 돈》으로 부른다.
1995년에 출시된 이후 큰 인기를 얻었고, 이 성공으로 RTS 장르를 확립하고 인기 장르로 끌어올렸다는 평가를 받는다. 커맨드 앤 컨커 시리즈는 그 명성으로 상업적 성공을 계속해 2003년 커맨드 앤 컨커: 제너럴의 출시 이전까지 2,100만 장의 판매고를 올렸다.
커맨드 앤 컨커 및 그 후속작들의 특징 중 하나는 미션 중간중간에 제공되는 동영상으로, 브리핑을 통해 플레이어에게 다음 미션의 목표에 대한 정보를 줌과 동시에 그 서사적인 스토리라인을 진행시키는 역할을 한다.
2007년 8월 31일에, 현재 C&C 시리즈의 판권 소유자인 일렉트로닉 아츠는 커맨드 앤 컨커 시리즈 12주년을 기념해 이 게임의 윈도우 95 버전인 커맨드 앤 컨커 골드 에디션을 공식 사이트에서 무료로 다운로드할 수 있도록 공개했다.

## 설정과 줄거리
커맨드 앤 컨커:타이베리안 돈의 줄거리는 1990년대 후반과 21세기 초반에 걸쳐 진행된다. 1995년 이탈리아의 티베르강 근처에 운석 하나가 떨어지고, 이 운석에서 후에 타이베리움이라 명명되는 외계 물질이 발견된다. 이 물질은 빠르게 주변의 토양에서 영양을 빨아들여 매우 유독한 가스를 방출하면서 그것을 결정화시키는 독특한 특성을 가졌다는 점에서 전례 없는 가치를 지니게 된다.
노드 형제단(Brotherhood of Nod)으로 알려진 고대로부터의 비밀 단체는, 이 물질이 가진 잠재적 가치를 예견하고, 타이베리움 결정을 채취 및 정제하는 기술을 개발하여 곧 산업을 장악하기 시작한다. 그들은 케인이라고만 알려진 카리스마적인 인물의 지도 아래 곧 거의 절반의 알려진 공급을 통제하며 그를 통해 벌어들인 자본을 추종자 집단으로 이루어진 군대를 양성하는 데 사용한다.
곧 전 세계적으로 가차없는 파괴 공작들이 이어지고, 비엔나에 위치한 무역 센터의 파괴로 이는 절정에 달해 세계는 충격과 공포에 휩싸인다. 이런 파괴 공작들은 궁극적으로는 노드의 테러리스트들과 그들의 지도자인 케인의 소행으로 생각되었다. 국제 연합 안전보장이사회는 노드가 세계 지배를 계획하고 있다는 사실을 인지하고, G7에 기반한 국제방위기구(GDI)의 설립을 인가한다.

### GDI 캠페인
플레이어는 GDI의 병사들을 지휘하여 유럽의 노드 세력을 전멸시키는 역할을 맡는다. 마크 재미슨 쉐퍼드 장군의 휘하에서 플레이어는 해안 방어 임무에서부터 시민과 과학자들 구출 및 노드의 공격으로부터 GDI 기지를 보호하는 등의 임무를 수행하며 플레이어는 독일, 폴란드, 오스트리아 등 유럽의 여러 나라들을 배경으로 한 전장에 나서게 된다. 마지막으로, 플레이어는 케인이 자신의 세력을 구축하고 메인 기지를 건설했던, 보스니아 헤르체고비나의 사라예보에 위치한 노드 신전을 포위 공략하게 된다.

### 노드(Nod) 캠페인
형제단의 젊은 지원자로서, 플레이어는 처음에 형제단의 부사령관인 세스의 휘하에서 임무를 수행한다. 그러나 세스가 케인의 계획과는 달리 아메리카에서의 작전을 계획하자, 케인이 그를 처형하고 플레이어는 이후 케인의 휘하에서 활동하게 되며 재래식 무기와 핵무기 모두를 사용해, 아프리카에서 GDI 세력을 몰아내는 임무를 맡게 된다.
세계의 타이베리움 공급을 완벽히 통제함으로써 행성을 지배하기 위해서, 플레이어는 최종적으로 GDI의 결전 병기인 지구 궤도상의 이온 캐논의 통제권을 탈취하고 케인의 노드 신전을 건설한다. 덕분에, 플레이어는 마지막 미션에서 GDI를 향해 핵미사일을 발사할 권한을 얻는다. 캠페인은 노드가 전 아프리카 대륙을 통제하게 되고 유럽을 공격할 준비를 끝마치는 것으로 마무리된다. 또한 캠페인의 결말에서 플레이어는 GDI의 (탈취된) 이온 캐논으로 파괴할 역사적 기념물들을 고를 수 있으며 그 타겟에는 백악관, 빅 벤, 에펠탑, 그리고 브란덴부르크 게이트 등이 포함된다.

## 게임 플레이

### 기본 구조
전형적인 실시간 전략 게임의 하나인 C&C의 게임 플레이는 먼저 플레이어가 기지를 건설하고 자원을 수집하여 자금을 만들고, 다양한 타입의 무장된 군대를 생산해 적의 기지를 파괴하는 방식으로 이루어진다. 모든 종류의 건물들은 컨스트럭션 야드(Construction Yard)에서 건설되며, 컨스트럭션 야드에서 건설이 끝나면 플레이어는 이미 존재하는 건물 옆에 건물이 위치할 장소를 지정할 수 있다. 장소가 지정되면 미리 조립된 건물들은 특유의 방법으로 지정한 장소에 펼쳐진다.
게임의 유일한 자원인 타이베리움은 타이베리움 채취에 특화된 하베스터 차량으로 채집되고 채집된 자원을 정제소 건물로 가져가 타이베리움 결정에서 사용가능한 자원을 추출해 내고, 이는 크레딧(돈)으로 변환된다. 
플레이어는 거의 모든 종류의 건물을 새롭게 지을 때마다 테크 트리 상의 새로운 건물과 유닛, 그리고 특수 기술을 사용할 수 있다. 만약 필요한 건물이 파괴되거나 발전소가 없어 적절한 전력을 공급받지 못한다면 발전된 유닛과 기술의 사용은 일시적으로 제한된다.
샌드백이나 콘크리트 벽 또는 철조망의 형태 뿐만 아니라 기지 방어를 위한 특화된 건물들도 존재한다. 게임 후반에 플레이어는 머신 건이나 로켓 또는 건 터렛 등으로 무장한 방어탑 등을 세울 수 있으며, 노드 형제단의 상징적인 방어 건물로 빛의 오벨리스크가 있다.

### 전투
두 진영이 테크 트리나 유닛 타입 등에서 서로 유사한 면이 있지만, 양측은 서로 상반되는 전술을 구사한다. GDI 유닛들은 좀 더 튼튼하게 만들어지고, 대응되는 노드의 유닛들에 비해 좀 더 강력하며, 좀 더 비싸고, 더 느리게 움직인다. M1A1 에이브람스 미디움 탱크와 X-66 매머드 헤비 탱크는 모든 종류의 노드 차량과의 일대일 대결에서 압도적이다. 다른 종류의 기갑으로는 보병 수송을 위한 M113 APC와 정찰 임무를 위한 M1026 험비, 그리고 대공 방어와 포격 지원을 제공하는 M270 MLRS 로켓 런처 등이 있다.
또한 공중 및 해상 지원이 GDI 군대에 제공되는데, 공중 지원 전투 임무는 오르카 VTOL 전폭기, 네이팜 폭탄으로 무장한 A-10 썬더볼트 2 '워스호그'(Warthog) 지상 지원 항공기에 의해 수행된다. 공중 수송은 CH-47 치누크 수송헬기를 이용하며, 해상 지원은 해상 폭격을 지원하는 GDI 건보트와, 차량 및 보병을 해안으로 수송해 주는 JEFF-A 카르고 호버크래프트를 사용한다. 기지 방어는 일반 방어탑과 지상/대공 방어가 모두 가능한 미사일 탑재 방어탑이 맡는다.
반면에, 노드 유닛들은 약한 장갑을 지닌 대신 값싸고 빠르다. 노드 군대는 가능한 한 정면 전투를 피하도록 만들어지며, 위장과 게릴라 전투 및 히트 앤 런 전술에 특화되어 있다. 노드의 주력 탱크는 M-2F 브래들리 라이트 탱크(M2 브래들리 IFV에 70mm 캐논을 장착한 것)이며, 그 외 데빌텅 플레임 탱크와 2문의 TOW 런처, 라저러스 스텔스 필드로 무장한 에제키엘 휠 스텔스 탱크가 있다. 정찰 임무는 레콘 바이크와 체노쓰 (Chenowth)(델타포스가 사용중인 DPV) FAV 버기에 의해 수행된다. M110 야포와 M270 MLRS 어니스트 존 SSM(지대지 미사일) 런처는 포격 지원을 제공한다.
노드도 역시 제한적으로 공중 및 해상 지원을 받을 수 있다. 공중 전투를 위한 AH-64A 아파치와 CH-47 치누크 수송헬기 및 C-17 글로브마스터 III 수송기 등이 항공 지원을 맡고 있으며, 기지 방어는 대전차 건 터렛과 빛의 오벨리스크 및 지대공 미사일을 장비한 샘 사이트 등을 통해 이루어진다.
미션 목표는 적의 선택적 제거에서부터 완벽히 전멸시키는 것, 혹은 특수 임무나 대상 보호 등으로 다양하며, 어떤 미션들은 기지 건물이 제한되어 있거나 아예 없는 등의 일반적 게임방식과 다른 상태에서 수행되기도 한다. 또한 임무 완수에 따라 미션마다 보상이 주어지기도 하는데, 예를 들면, GDI 진영에 일반적으로 주어지는 보상은 맵상의 적의 샘 사이트를 모두 제거하고 나면 '에어 스트라이크'를 사용할 수 있게 하는 것이다.

### 멀티플레이
원 버전인 MS-DOS 버전은 최고 4인까지의 멀티플레이를 지원했으며, 인터넷 접속을 통한 멀티플레이가 이 게임의 윈도우 95용 버전인 골드 에디션에서 다른 몇 가지 향상점과 함께 추가되었다.
하지만 윈도우 XP와 윈도우 2000 환경에서 IPX 프로토콜 라이브러리의 변화로 인해, 병렬 연결이나 시리얼 연결 이외의 방법으로의 멀티플레이는 불가능해졌다.

### 보너스 미션
커맨드 앤 컨커 CD 안에는 5개의 비밀 미션이 포함되어 있고, 명령행 인자로 "funpark"라는 단어를 넣으면 이 비밀 미션들에 접근할 수 있다. 이 순차적인 미션들은, 케인이 플레이어에게 "동물들의 이상한 행동"에 대한 조사 보고서를 제출하도록 명령하는 브리핑을 받으며 수행된다. 4개의 미션 수행 동안에 플레이어는 광포하게 날뛰는 공룡들에 맞서 노드와 GDI의 연합군을 지휘하게 되며, 5번째 미션에서 플레이어는 공룡들을 조종해 노드 기지를 공격하게 된다.
원래 도스 버전에서는, 보너스 미션들에 접근하기 위해 확장팩 '코버트 오퍼레이션'을 필요로 했다. 또 도스 버전의 C&C 1.22 패치에서는 'funpark' 인자와 'Untamed Land' 사운드트랙의 잠금은 해제되었지만 '코버트 오퍼레이션' 없이는 브리핑과 공룡들의 죽는 소리가 나오지 않았다. 윈도우 출시 버전은 도스 C&C 1.22 버전과 똑같이 동작했으므로, 마찬가지로 '코버트 오퍼레이션' 없이도 funpark 인자를 넣을 수 있었고 'Untamed Land' 사운드 트랙도 나타났으며 보너스 미션도 수행할 수 있었지만 미션 브리핑과 공룡들이 죽는 소리는 여전히 나오지 않았다.
이 보너스 미션들에서 저장된 게임의 사용은 제한되었다. 만약 플레이어가 이 미션 도중 게임을 세이브하고 게임을 종료했다가 이 파일을 다시 로드했을 경우, 미션이 로드된 후 완료되거나 다시 시작되면, 게임은 GDI 캠페인으로 넘어가게 된다. 이것이 보너스 미션을 세이브 없이 한번에 완료하도록 만들어둔 장치인지, 아니면 단순히 프로그램의 버그인지는 불확실하다. 이 문제의 해결법은 보너스 미션을 처음부터 시작시킨 후, 저장된 게임을 로드하는 것이다.

## 코버트 오퍼레이션(확장팩)
1996년에 이 게임의 확장팩인 "코버트 오퍼레이션"(The Covert Operations)이 웨스트우드 스튜디오에서 출시되었다. 이 확장팩에는 새롭고 매우 어려운 싱글플레이 미션들과, 10개의 새로운 멀티플레이용 맵, 그리고 7개의 고품질 CD 오디오 트랙이 추가되었다. (단 게임 안에서는 품질을 낮춘 사운드가 나온다) 또한 도스 버전 C&C에 있던 음악들도 포함하고 있지만 윈도우 95 버전(골드 버전)의 것은 포함하고 있지 않다. 또한 이 확장팩은 기존 게임의 v1.20 패치도 포함하고 있다.
오리지널과는 달리 확장팩의 미션들은 순차적이지 않고 아무 때나 아무 순서로나 플레이할 수 있으며, 공룡 미션들을 제외하고는, 브리핑 동영상으로 서로 이어지는 줄거리를 가지지 않는다.

## 다른 버전
1995년의 성공에 이어, 다양한 플랫폼에서의 커맨드 앤 컨커 게임이 출시되었으며, 각 버전은 미션 추가 등과 같이 각각의 독특한 요소를 지니고 있다.
- 세가 새턴: 이 게임은 원래의 MS-DOS버전을 세가 새턴으로 이식한 버전이다. 이 버전에서는 세팅에서 시스템 언어를 바꾸면 영어, 독어, 프랑스어와 일어로 게임 보이스를 들으며 플레이할 수 있었으나 실사 동영상은 영어로 녹음된 버전만이 제공되었다.

- 플레이스테이션: 플레이스테이션이 세가 새턴 버전과 거의 유사하기는 하지만, 5개의 미션은 제외되어 있다. 이 버전은 멀티플레이어 모드를 막아놓았기 때문에 링크 케이블 게임이 불가능하다. 이 버전에는 확장팩 '코버트 오퍼레이션'이 포함되어 있다.

- 커맨드 앤 컨커 골드 (커맨드 앤 컨커: 윈도우 95 에디션) : 이것은 원래 게임의 윈도우 95 및 그 이후의 윈도들에서 구동되는 버전이다. 이 버전은 이전 버전과 유사하지만 좀 더 향상된 커맨드 앤 컨커: 레드 얼럿의 인터페이스 및 엔진을 사용하며, 예전의 320x200에 비해 두 배로 커진 640x400 해상도를 사용하며, 640x480 해상도도 사용 가능하지만 이 해상도에서는 화면이 늘어나는 대신 가운데에 정렬된다. '코버트 오퍼레이션'은 C&C 골드에 포함되어 있다.

- 닌텐도 64: 닌텐도 64 버전에서는, 지형 그래픽은 그대로인 반면에 게임 내부의 스프라이트들은 3D로 렌더링된 모델들로 대체되었다. 이 버전은 640x480의 고해상도 모드를 지원하며 PC 사운드트랙의 MIDI 연주를 제공한다. 동영상들은 카트리지의 용량 한계 때문에 삭제되었고 정적 이미지와 해당 동영상의 오디오트랙으로 대체되었다. 몇몇 동영상들은 실시간 3d 화면으로 바뀌었다. '코버트 오퍼레이션'은 이 버전에 몇몇 새로운 미션과 함께 추가되었다.

- 윈도우 95 버전은 일렉트로닉 아츠에 의해 커맨드 앤 컨커: 더 퍼스트 디케이드라는 합본 팩의 일부분으로, 윈도우 XP에서의 실행을 위한 패치와 확장팩을 포함해 2006년에 출시되었다. 이 버전은 2007년 8월 31일에 커맨드 앤 컨커 시리즈의 12주년을 기념하여 GDI와 Nod 디스크 모두가 ISO 이미지로 공개되었다.[3]

## 평가
| 평가 |                                       |
| --- | ------------------------------------- |
| 통합 점수 통합사 점수 메타크리틱 94/100 (PC) [ 6 ] 평론 점수 평론사 점수 올게임 (Win, Saturn) [ 7 ] [ 8 ] (Mac) [ 9 ] (PS1) [ 10 ] (N64) [ 11 ] 게임스팟 9.3/10 [ 12 ] PC 게이머 (US) 91% [ 13 ] Computer Games Magazine [ 14 ] Entertainment Weekly A- [ 15 ] Macworld 7.8 [ 16 ] Next Generation (PC) [ 17 ] |                                       |
| 통합 점수 |                                       |
| 통합사 | 점수                                  |
| 메타크리틱 | 94/100 (PC)                           |
| 평론 점수 |                                       |
| 평론사 | 점수                                  |
| 올게임 | (Win, Saturn) · (Mac) · (PS1) · (N64) |
| 게임스팟 | 9.3/10                                |
| PC 게이머 (US) | 91%                                   |
| Computer Games Magazine | [ 14 ]                                |
| Entertainment Weekly | A-                                    |
| Macworld | 7.8                                   |
| Next Generation | (PC)                                  |

## 같이 보기
- 커맨드 앤 컨커 시리즈
- 커맨드 앤 컨커: 타이베리안 시리즈

## 참조

### 내용주
1. ↑  영어: Command & Conquer: Tiberian Dawn